# Andrij Oksymeć
Andrij Hryhorowycz Oksymeć, ukr. Андрій Григорович Оксимець (ur. 27 września 1974) – ukraiński piłkarz, grający na pozycji obrońcy, agent piłkarski.

## Kariera piłkarska

### Kariera klubowa
Karierę piłkarską rozpoczął 11 sierpnia 1992 w klubie Stal Ałczewsk. Na początku 1997 został zaproszony do Dynamo Kijów, ale występował tylko w drugiej drużynie, dlatego latem odszedł do Metałurha Donieck, w składzie którego 9 lipca 1997 debiutował w Wyższej Lidze w meczu z Czornomorcem Odessa. Latem 1997 przeniósł się do Krywbasa Krzywy Róg. Na początku 2001 został piłkarzem Zakarpattia Użhorod. Potem ponownie bronił barw Krywbasa Krzywy Róg i Zakarpattia Użhorod, po czym latem 2004 wyjechał do Kazachstanu, gdzie przez pół roku występował w klubie Jesil-Bogatyr Petropawł. Na początku 2005 powrócił do Ukrainy, gdzie podpisał kontrakt z Borysfenem Boryspol. Jednak tylko raz wszedł na boisko w podstawowym składzie, dlatego latem 2005 ponownie wyjechał do Kazachstanu, gdzie bronił barw klubu Ekibastuziec Ekibastuz. Na początku 2006 powrócił do Ukrainy, gdzie został piłkarzem MFK Mikołajów, w której pełnił funkcje kapitana. Po tym jak mikołajowski klub latem 2008 został rozformowany, przeszedł do FK Połtawa. Na początku 2009 zasilił skład Zirki Kirowohrad, w barwach której latem 2009 zakończył karierę piłkarską.

## Sukcesy i odznaczenia

### Sukcesy klubowe
- brązowy medalista Mistrzostw Ukrainy: 1999, 2000
- finalista Pucharu Ukrainy: 2000

### Sukcesy indywidualne
- najlepszy piłkarz MFK Mikołajów: 2007